# Tornado od Novega Sveta pri Hotedršici do Tomišlja
Tornado od Novega sveta pri Hotedršici do Tomišlja je bil tornado, ki se je 23. avgusta 1986 pomikal v nekaj sto metrov širokem pasu od Novega Sveta pri Hotedršici do Tomišlja. Veter je po ocenah dosegal najmanj 216 km/h in je  povzročil precejšnjo škodo na zgradbah, v gozdovih in na kmetijskih površinah.